# Завки Убайдулла Салих оглы
Завки Убайдулла Салих оглы (узб. Zavqiy Ubaydullo Solih oʻgʻli, Завқий Убайдулло Солиҳ ўғли, 1853—1921) — кокандский, российский и советский узбекский поэт, писавший на узбекском и таджикском языках. Большую часть его творческого наследия составляют сатирические произведения на злободневные политические темы, хотя есть и лирические стихотворения, а также любовные газели (раннее творчество).
Родился в Коканде, на тот момент столице Кокандского ханства, в семье ремесленника. Образование получил в медресе в 1870—1874 годах. В 1874—1875 годах написал поэму «Демиш хан», представлявшей собой острую сатиру на правление кокандского хана Худояр-хана. Был сторонником присоединения Коканда к Российской империи и с большой симпатией относился к русской культуре. После Октябрьской революции и начала Гражданской войны поддержал установление в Узбекистане советской власти, в СССР считался одним из основателей советской узбекской литературы.
Наиболее известные произведения — поэмы «Происшествие с Виктором» и «Абдурахман шайтан», в которых сатирически высмеивается мусульманское духовенство и различные взяточники и аферисты, поэма «Сатира на торговцев» (1905—1906), где язвительно высмеиваются торговцы, маклеры и чиновники Коканда периода Российской империи, а также поэмы «Господа» (1916) и «Разбойник Эргаш» (1918), объектом сатиры в которых становятся буржуазные националисты.
В последние годы жизни писал сатирические стихи, направленные против басмачей и белогвардейцев. Это привело к тому, что в конце 1920 года он был пленён басмачами и умер в начале 1921 года в плену от побоев и издевательств.

## Память
- В 1977—1984 годах режиссёр Шухрат Аббасов по пьесе Камиля Яшена «Хамза» снял на киностудии «Узбекфильм» 17-серийный художественный телевизионный фильм «Огненные дороги» о жизни поэта. Роль Завки исполнил известный узбекский актёр Пулат Саидкасымов.